# Corrección de aguas del Jura

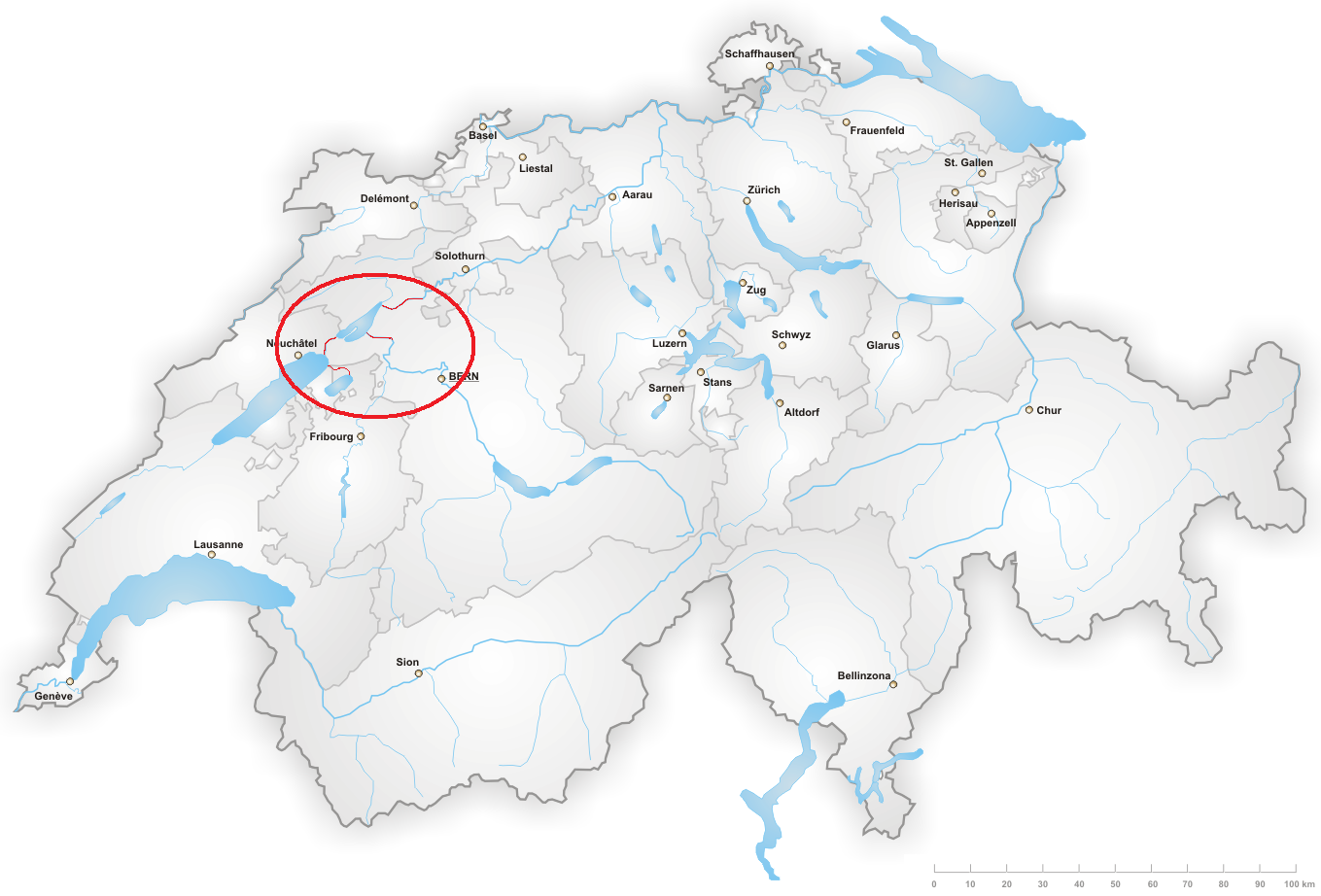
Ubicación de la región: en rojo los canales creados como parte de la corrección.

La corrección de aguas del Jura (CEJ) es una gran empresa de ingeniería hidráulica que opera en Suiza en la región de los tres lagos de Neuchâtel, Murten y Biel/Bienne. Estos proyectos incluyen el dragado, la depuración y el desvío de los cursos de agua. Las obras se realizaron en tres fases durante los siglos XIX y XX.
La corrección reguló la hidrología de la zona de los tres lagos. Limita el riesgo de inundación y protege, en particular, la región de las inundaciones del Aar. También ha liberado terreno al ayudar a drenar la zona pantanosa entre los lagos, y ha favorecido así la accesibilidad de los yacimientos palafíticos de la región de los Tres Lagos, lo que ha dado lugar a numerosos hallazgos arqueológicos. También renovó el interés por el yacimiento de la Tène, que dio nombre a la segunda Edad de Hierro europea.
En Suiza se han modificado numerosos cursos de agua: el Ródano ha sufrido varias correcciones desde el siglo XIX y estas obras siguen en curso. Sin embargo, la corrección de las aguas del Jura sigue siendo el mayor proyecto de mejora de un río jamás realizado en Suiza.

## Geografía

Situación hidrológica de la zona antes de las obras de corrección.

Situada en la meseta suiza, al pie del Jura, la región de los tres lagos es parte de la cuenca del Rin, todos los ríos de la región desembocan en el Aar, un afluente del Rin.
Antes de las obras de 1868, el Aar no desembocaba en el lago de Biel, sino que se dividía en varios ramales desde Aarberg hasta el Thielle, la desembocadura del lago, cerca de Büren an der Aare. En función de las condiciones meteorológicas e hidrológicas, los depósitos aluviales y los objetos arrastrados por la corriente pueden formar diques en el curso del Aar, provocando la elevación del nivel del agua aguas arriba.
La zona afectada por la corrección de las aguas del Jura se extiende a lo largo de unos 100 km entre La Sarraz y Luterbach, en el territorio de los actuales cantones de Vaud, Friburgo, Neuchâtel, Soleura y Berna.

## Historia

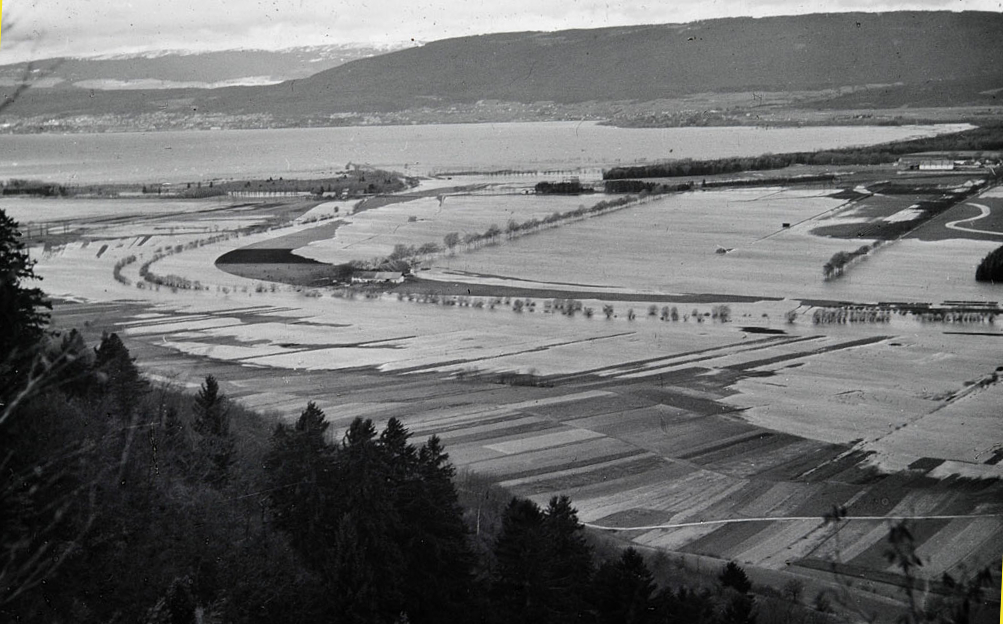
Inundaciones del Grand-Marais

Situación hidrológica de la zona antes de las obras de corrección. Los tres lagos aparecen en azul, las zonas de inundación en azul claro.

Las investigaciones arqueológicas han demostrado que, desde la Edad de Bronce, el nivel de los lagos y ríos ha subido varios metros, convirtiéndose en una amenaza para la población ya en el año 1500. Por su parte, ya en el siglo XV, las crónicas informan de inundaciones regulares en la pantanosa región de Seeland. Incluso ocurrió que los tres lagos se expandieron hasta formar uno solo. En 1651, el río Aar se desbordó aguas arriba de Soleura y formó un "gran lago de Soloura" desde la ciudad de Soloura hasta los tres lagos juntos. Según Schneider, esta crecida marca el nivel más alto jamás registrado en la historia.
Estas inundaciones tuvieron muchas consecuencias para la población local: a partir de la segunda mitad del siglo XVI, cuando se registraron las primeras quejas, el empobrecimiento de los cultivos y el alto riesgo de epidemias de malaria obligaron a los habitantes a abandonar sus pueblos. No es de extrañar que el iniciador del proyecto de corrección del agua del Jura fuera Johann Rudolf Schneider, médico de profesión. Durante los siglos XVIII y XIX, el aumento de las inundaciones en toda la cuenca hidrográfica suiza contribuyó a agravar la situación, lo que obligó a las autoridades a tomar decisiones para combatir estas inundaciones. Se pusieron en marcha varios proyectos y se tomaron medidas, como la eliminación de varias estructuras a lo largo del curso del Thielle en Brügg en 1674.
En 1707, Samuel Bodmer, teniente de artillería y agrimensor bernés, elaboró un plano del Thielle desde el lago de Biel hasta su confluencia con el Aar. En esta obra, Bodmer propone reducir el curso del río cortando un meandro. En 1749, Antoni Benjamin Tillier, el primer funcionario contratado por la Confederación para ocuparse únicamente del aprovechamiento del río, hizo limpiar el lecho del Thielle en Nidau y Brügg.
Más tarde, dos inundaciones en 1831 y 1832 provocaron la creación de un comité de iniciativa en Nidau. A mediados de la década de 1830, este comité, presidido por Johann Rudolf Schneider, trabajó en un proyecto para desviar el río Aar hacia el lago de Biel. En 1840, Richard La Nicca, ingeniero jefe del cantón de los Grisones, recibió el encargo de llevar a cabo esta tarea.

### Proyecto de Richard La Nicca

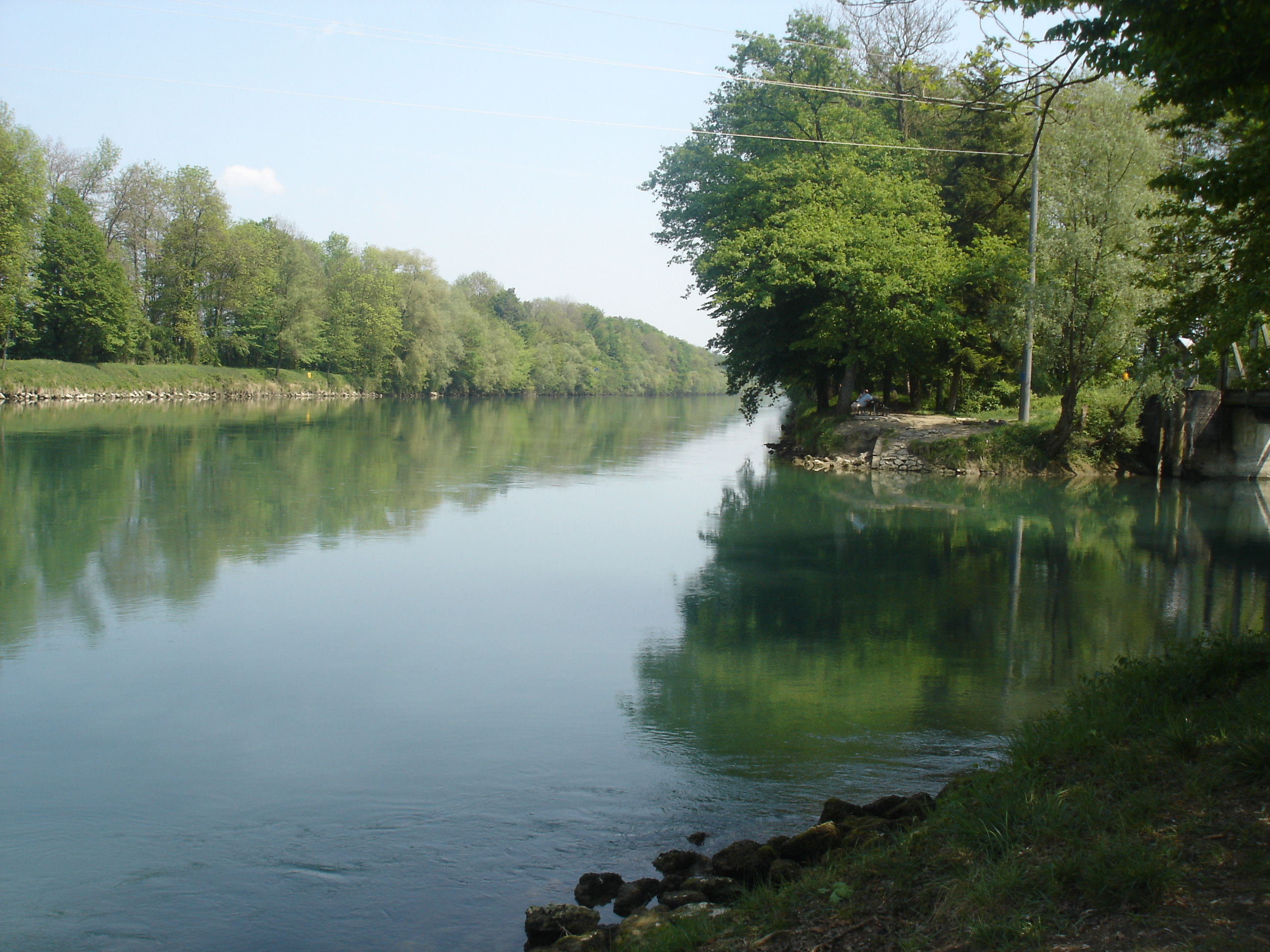
Vista actual del canal de Hagneck.

Dos años después, en 1842, Richard La Nicca presentó su Informe con propuestas para corregir las aguas del Jura. El informe recomendaba varias obras, a saber, el desvío del Aar desde el Aarberg hasta el lago de Biel a través del canal de Hagneck y el desvío del Aar en la salida del lago de Biel a través del canal de Nidau-Büren; la corrección del río Broye entre los lagos Murten y Neuchâtel (Canal del Broye), el Thielle entre los lagos Neuchâtel y Biel (canal del Thielle) y el Aar desde Büren hasta la desembocadura del Emme en Luterbach. Por último, el proyecto también preveía la recuperación de las marismas del Grand Marais y sus alrededores.
Su proyecto definitivo, que posteriormente se aplicó con el nombre de "primera corrección de las aguas del Jura", se presentó a las autoridades en 1852: las distintas operaciones se clasificaron en tres categorías :
- Categoría 1: Limpieza local de los ríos que fluían desde los lagos y la desembocadura del río Thielle en el Aar en Meienried, aguas arriba de Büren; Categoría 2: Obras más amplias en los ríos Thielle y Aar, de modo que la confluencia de los ríos Thielle y Aare se desplazase aguas abajo y, por tanto, el nivel del lago de Biel dependiese menos de los arrastres transportados por el Aar;  Categoría 3: Desviación del Aar hacia el lago de Biel o al lago de Neuchâtel para depositar allí los residuos arrastrados por el Aar.

### Primera corrección (1868-1878)

Los cuatro canales creados aparecen en rojo:1: Canal de Thielle
2: Canal de Broye
3: Canal de Hagneck
4: Canal Nidau-Büren
Los pequeños canales de desagüe están en azul oscuro.

Un decreto federal, emitido en 1867, prescribe la realización del proyecto de Richard La Nicca como una obra conjunta de la Confederación y los cantones de Vaud, Neuchâtel, Friburgo, Berna y Soleura. Inicialmente, sólo se acometieron algunas obras de la primera categoría. Los trabajos más pesados (categoría 2 o 3) eran entonces inviables por falta de medios financieros, visión política y conocimientos técnicos. Esta decisión fue acompañada de un crédito de 5 millones de CHF para realizar un primer tramo de las obras.
Los trabajos se iniciaron en 1868, 28 años después de las primeras discusiones sobre los trabajos de la comisión. Según el decreto federal de 1867, la Confederación debía asumir la supervisión de las obras; finalmente, las autoridades delegaron esta tarea en Richard La Nicca y William Fraisse, cuyas funciones eran supervisar las obras e informar a los responsables políticos.

Para las obras de la primera corrección, se distinguen dos correcciones, la inferior y la superior: la "corrección inferior" incluye el desvío del Aar y sus obras asociadas en torno al lago de Biel; la "corrección superior" incluye las obras aguas arriba del Thielle (lagos de Neuchâtel y Murten). La "corrección inferior" también se conoce como "corrección bernesa" porque las obras en las zonas situadas aguas abajo de Büren se aplazaron indefinidamente, de modo que la "corrección inferior" entonces sólo afecta al territorio del cantón de Berna.

#### Corrección inferior llamada''bernoise''

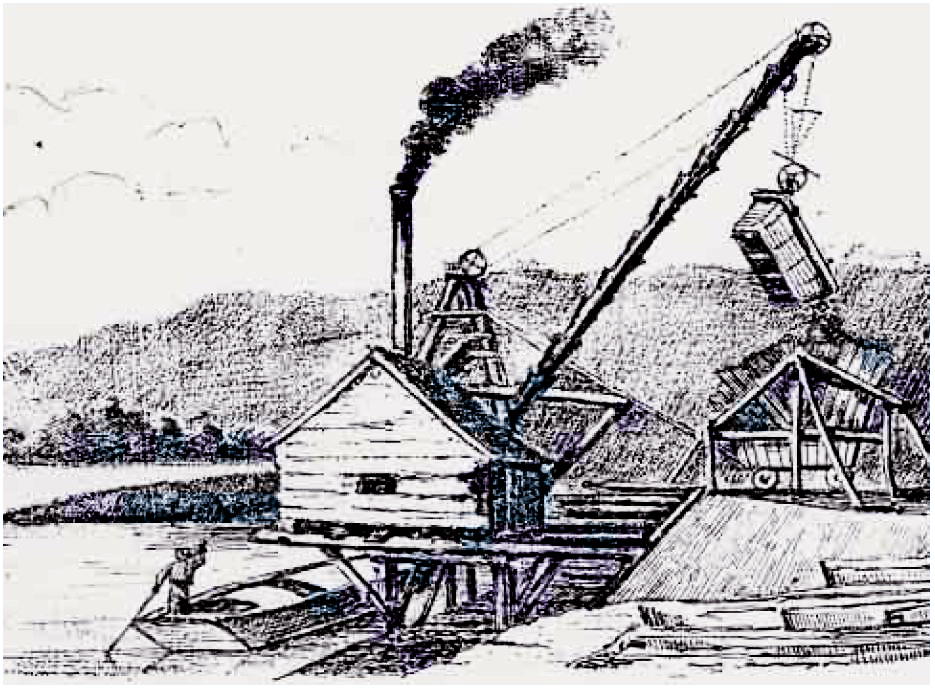
Trabajar durante la excavación del canal Nidau-Büren.

Las obras del desvío del Kander demostraron que era necesario ensanchar y desarrollar el curso de la salida del río de un lago antes de aumentar el caudal de entrada al mismo. En el transcurso de estas obras, el Kander fue desviado al lago de Thun sin que se modificara en consecuencia el curso del río Aar en la salida del lago, lo que provocó inundaciones en Thun, ciudad situada en el río Aar a la salida del lago. Este episodio sirvió de lección para el trabajo hidrológico en Suiza. En el caso del lago de Biel, el aumento de la afluencia debido al Aar se estimó en un 290%.
La corrección bernesa comienza con la construcción del canal Nidau-Büren, el canal de salida del lago de Biel, para aumentar la capacidad de descarga de este lago. Poco después del inicio de la construcción del canal, al descender el nivel del lago de Biel, se iniciaron las obras en la parte alta del lago. En 1873 comenzó la excavación del canal de Hagneck. La principal dificultad de esta obra fue el cruce de las colinas de Seerücken, un paso de 900 m de longitud y 34 m de profundidad que requirió la excavación de un millón de m3 de material.
También se excavó una extensa red de pequeños canales de drenaje para limpiar todas las marismas entre los lagos. Este trabajo se conoce como la "corrección interior".

#### Corrección superior
Las obras de la corrección superior consistieron en el acondicionamiento de los cursos de agua que conectan los tres lagos. El ingeniero jefe que dirigía esta parte de la obra era Henri Ladame, de Neuchâtel. Las obras comenzaron en 1874 con la excavación del canal del Broye entre los lagos de Morat y Neuchâtel. El Broye es un río de la meseta suiza, que alimenta el lago Morat y de éste pasa al lago de Neuchâtel, donde se une al Thielle. El canal del Broye es, de hecho, el acondicionamiento y la rectificación del curso del Broye entre estos dos lagos. En 1875 se iniciaron las obras del canal de Thielle, un canal que une los lagos de Neuchâtel y Biel. El Thielle es el río que alimenta el lago de Neuchâtel y luego se une al lago de Biel. Antes de la corrección de las aguas del Jura, se convirtió en un afluente del Aar aguas abajo del lago de Biel. Desde entonces, la confluencia tiene lugar en este lago. Al igual que en el caso del Broye, la excavación del canal de Thielle es, de hecho, un ensanchamiento y una corrección del curso. Las obras de estos dos canales han permitido eliminar los meandros, presentes en los antiguos cursos de los dos ríos, y dar a los lagos un nivel común.

#### Resultados y consecuencias

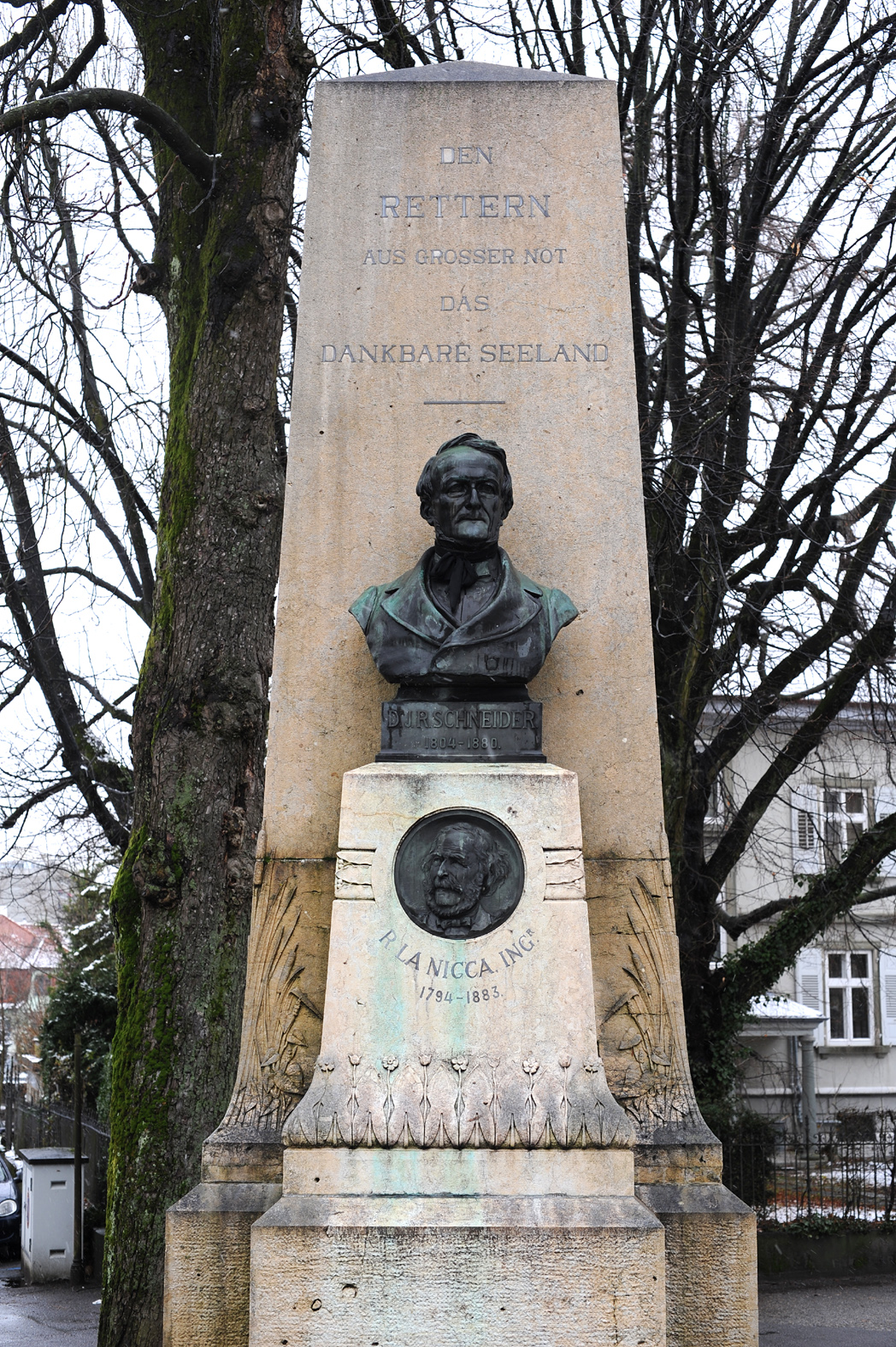
Monumento erigido en Nidau en honor a Schneider y La Nicca.

Con estos cuatro canales y varias presas de regulación, la situación hidrológica de Seeland cambió: los niveles de agua de los lagos de Murten, Neuchâtel y Biel han descendido unos 2,7 metros y forman un único embalse que funciona según el principio de los vasos comunicantes. Además, el Aar fluye ahora a través del lago de Biel.
Todos estos cambios han tenido diferentes consecuencias en las orillas de los lagos y en la zona húmeda intermedia. Los lagos han reducido su tamaño: el lago de Neuchâtel ha perdido 23,7 km², el de Biel 3,3 km² y el de Murten 4,6 km². Hubo que adaptar varios elementos a este nuevo nivel, en particular los grandes barcos de vapor que ya transportaban algo de tráfico en los lagos, así como los puertos y muelles. Las obras de la primera corrección del agua del Jura tuvieron los efectos deseados y se consideran un éxito. En Nidau se inauguró en 1908 un monumento en honor de Johann Rudolf Schneider y Richard La Nicca con la inscripción "A los que le salvaron de su gran angustia, la agradecida Seeland". Sin embargo, surgió la preocupación, sobre todo por el hundimiento de las antiguas turberas debido a la oxidación de la turba expuesta al aire por el descenso del nivel del agua. El drenaje y el acondicionamiento de las llanuras entre los tres lagos tardó unas décadas, pero dichas tierras se convirtieron en extensas zonas agrícolas.
La Nicca había previsto la necesidad de una segunda corrección de las aguas del Jura destinada a consolidar los resultados obtenidos por la primera.

#### Consecuencias para la arqueología suiza
Los primeros indicios conocidos de la existencia de emplazamientos palafíticos en la región de los Tres Lagos se remontan a la Baja Edad Media. Sin embargo, su estudio se inició en la segunda mitad del siglo XIX tras el descubrimiento por Ferdinand Keller del yacimiento de Obermeilen, en el lago de Zúrich. Una verdadera "fiebre lacustre" animó entonces las orillas de los lagos suizos y dio lugar a numerosos descubrimientos. Estos yacimientos se encuentran sobre todo en las orillas de Concise, Auvernier, Hauterive (pueblo de Hauterive-Champréveyres) y Cortaillod, en el lago de Neuchâtel, y Lüscherz (Locras) y Mörigen, en el lago de Biel. El yacimiento de La Tène, que no es palafítico y que dio nombre a la Segunda Edad del Hierro, también se identifica en este periodo. Los yacimientos fueron explorados, pero en su momento estaban sumergidos, y los arqueólogos de la época (especialmente Friedrich Schwab y Édouard Desor) tuvieron que emplear a pescadores para extraer los restos utilizando largas tenazas y dragas. Este periodo de "fiebre lacustre" contribuyó al rápido desarrollo de la arqueología suiza. Así, Neuchâtel, un cantón esencialmente desprovisto de tradición anticuaria antes de mediados de siglo, acogió en su capital el primer Congreso Internacional de Arqueología Prehistórica en 1866.

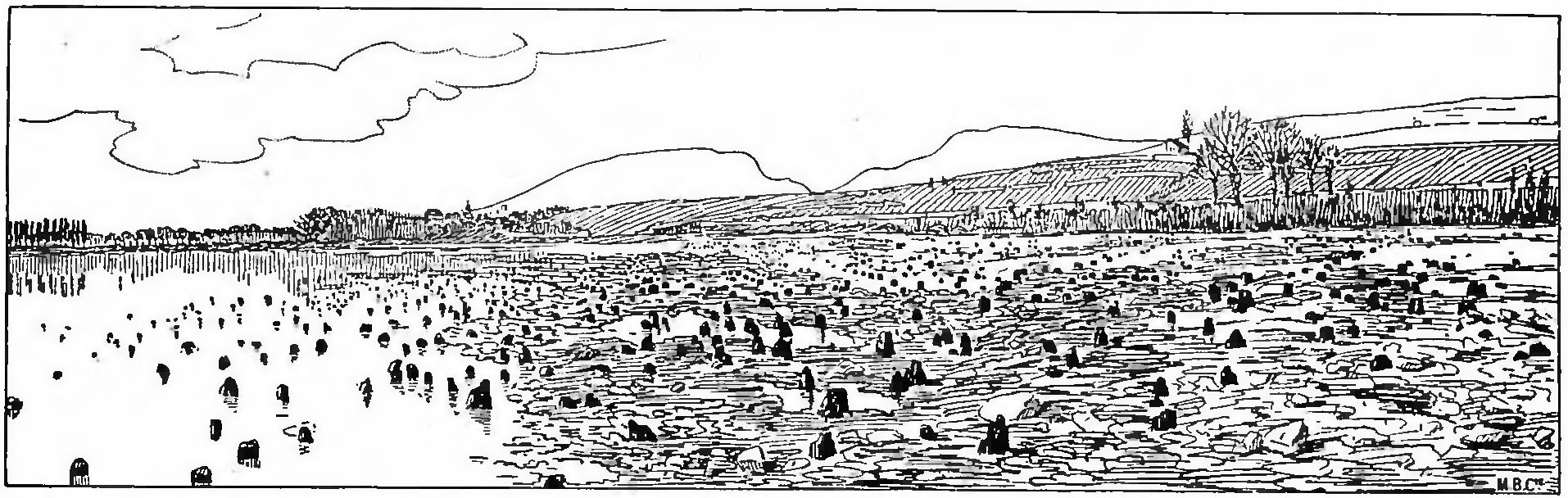
ZPilotes del pueblo neolítico de Auvernier

La primera corrección del agua hizo que el agua bajase unos 2,7 metros. De este modo, salieron al aire una serie de sitios palafíticos, con campos de postes que señalaban su presencia. La recolección de las antigüedades así desenterradas adquiere entonces proporciones sin precedentes, ya que cualquiera puede acceder a ellas sin grandes dificultades. Los artefactos de hueso y asta, por ejemplo, acaban en los mercados de La Neuveville y Le Landeron y poco a poco se convierten en objeto de un comercio internacional sostenido. La demanda es tan grande que empiezan a aparecer falsificaciones.
Los yacimientos descubiertos antes de la corrección se vuelven a visitar y son objeto de excavaciones más sistemáticas. En la actualidad, estos yacimientos están datados desde el Neolítico Medio hasta la Edad del Bronce Final, sin continuidad temporal entre ellos.

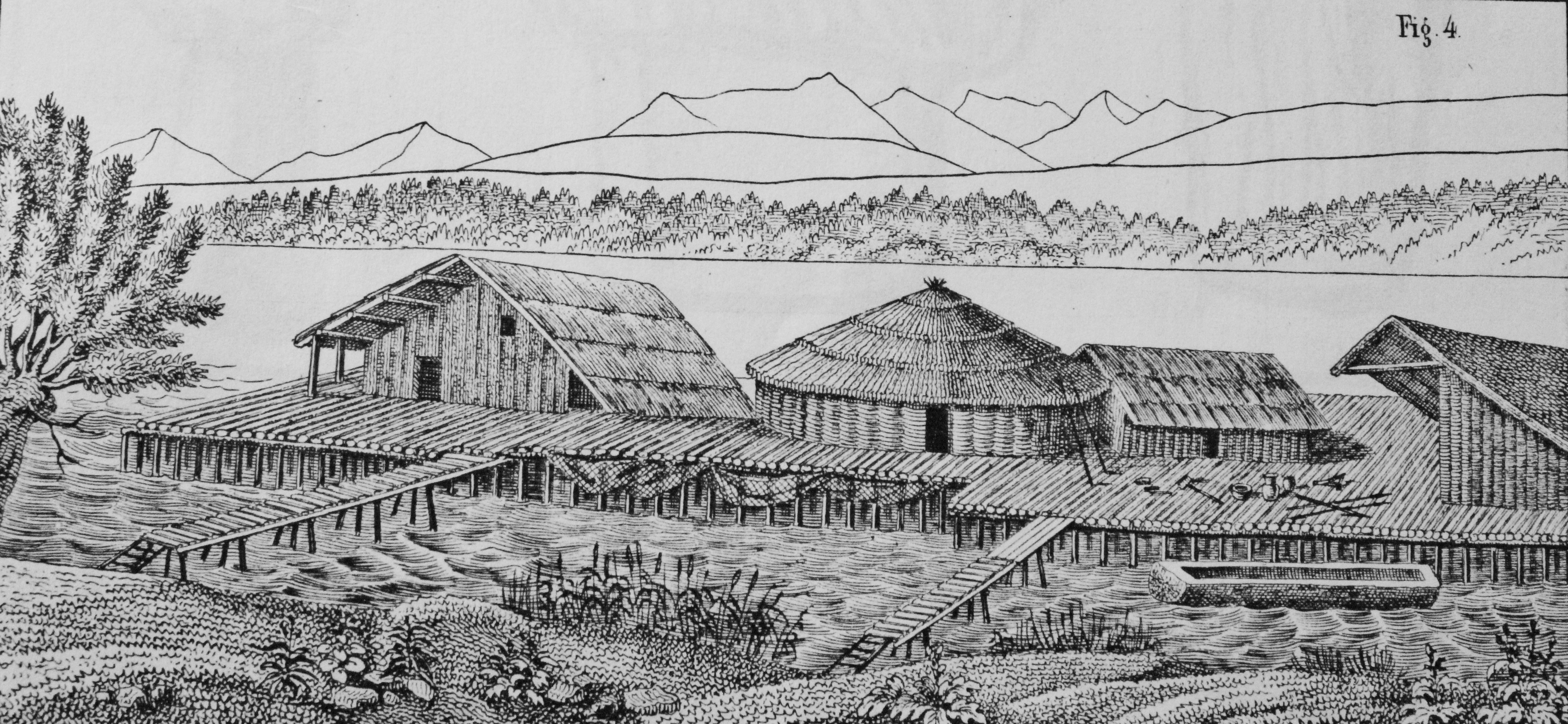
Interpretación de Ferdinand Keller de los hábitats lacustres

Por otra parte, desde los primeros descubrimientos y a lo largo de varias décadas, los arqueólogos de la época, especialmente Ferdinand Keller, creyeron ver la existencia de una verdadera "civilización lacustre". Esta civilización se habría extendido de forma continua desde el Neolítico hasta la Edad de Hierro y habría tenido un verdadero modo de vida "anfibio". Inspirándose en los ejemplos polinesios, Keller y sus contemporáneos imaginaron las casas situadas directamente sobre las olas, erigidas sobre plataformas unidas por pasarelas. Hoy sabemos que las aldeas estaban alejadas de las olas, en un terreno ciertamente húmedo, pero lejos de la imagen romántica de la época. Para el joven Estado federal, este "pueblo lacustre" es una oportunidad para construir un mito fundacional. Este "pueblo" forma una atractiva mitología, que vive en la llanura como la mayoría de los suizos, pero también es muy antiguo, ya que es anterior a la conquista romana. A nivel universal, la "civilización lacustre" se percibe como un nuevo eslabón de la evolución humana, que ofrece, para los periodos más recientes de la prehistoria, testimonios muy reveladores por estar excepcionalmente bien conservados. Esta teoría lacustre será el origen de una intensa corriente artística e ideológica. A finales de la década de 1920, se realizaron excavaciones en las orillas del lago Feder, en Alemania, que pusieron en duda la teoría de los lagos y, posteriormente, la abandonaron progresivamente. Sin embargo, la imagen de los emplazamientos paleo-palaciegos directamente sobre la superficie del agua siguió estando muy presente en el imaginario colectivo.
La envergadura de las excavaciones iniciadas por particulares, la cantidad de falsificaciones y la exportación de los restos al extranjero obligaron poco a poco a los cantones a intervenir. Con la corrección y el aumento de la accesibilidad a los lugares debido al descenso del nivel del agua, la necesidad de legislar se hizo urgente. En efecto, la exportación de los restos había adquirido proporciones impresionantes, y ningún período de tiempo o región de Europa (no mediterránea), por ejemplo, estaba tan bien representado en los museos americanos como los yacimientos lacustres, principalmente suizos. Berna fue el primer cantón que reaccionó, en 1873, decretando que sólo el cantón estaba autorizado a realizar excavaciones arqueológicas, y que todo el mobiliario de estas excavaciones le pertenecía. Las medidas adoptadas por los cantones, marcadas por la improvisación ante una situación nueva, fueron de varios tipos: prohibiciones específicas de excavación, expedición de permisos de excavación y organización exclusiva de las excavaciones por parte de las autoridades cantonales. A diferencia de otras grandes obras de la época, como la construcción de ferrocarriles, la corrección fue el resultado de una iniciativa estatal. Por eso, según Kaeser, su carácter político habría favorecido la intervención de las autoridades, deseosas de proteger un patrimonio que ellas mismas ponían en peligro. Además, en ausencia de leyes de protección del patrimonio arqueológico, la ubicación de estos restos arqueológicos, en los lagos o en sus orillas, los convertía de facto en propiedad del Estado. Estas medidas constituyeron el inicio de las leyes de protección del patrimonio desde principios del siglo XX.

### Puesta en servicio en 1939 de la presa de regulación del puerto

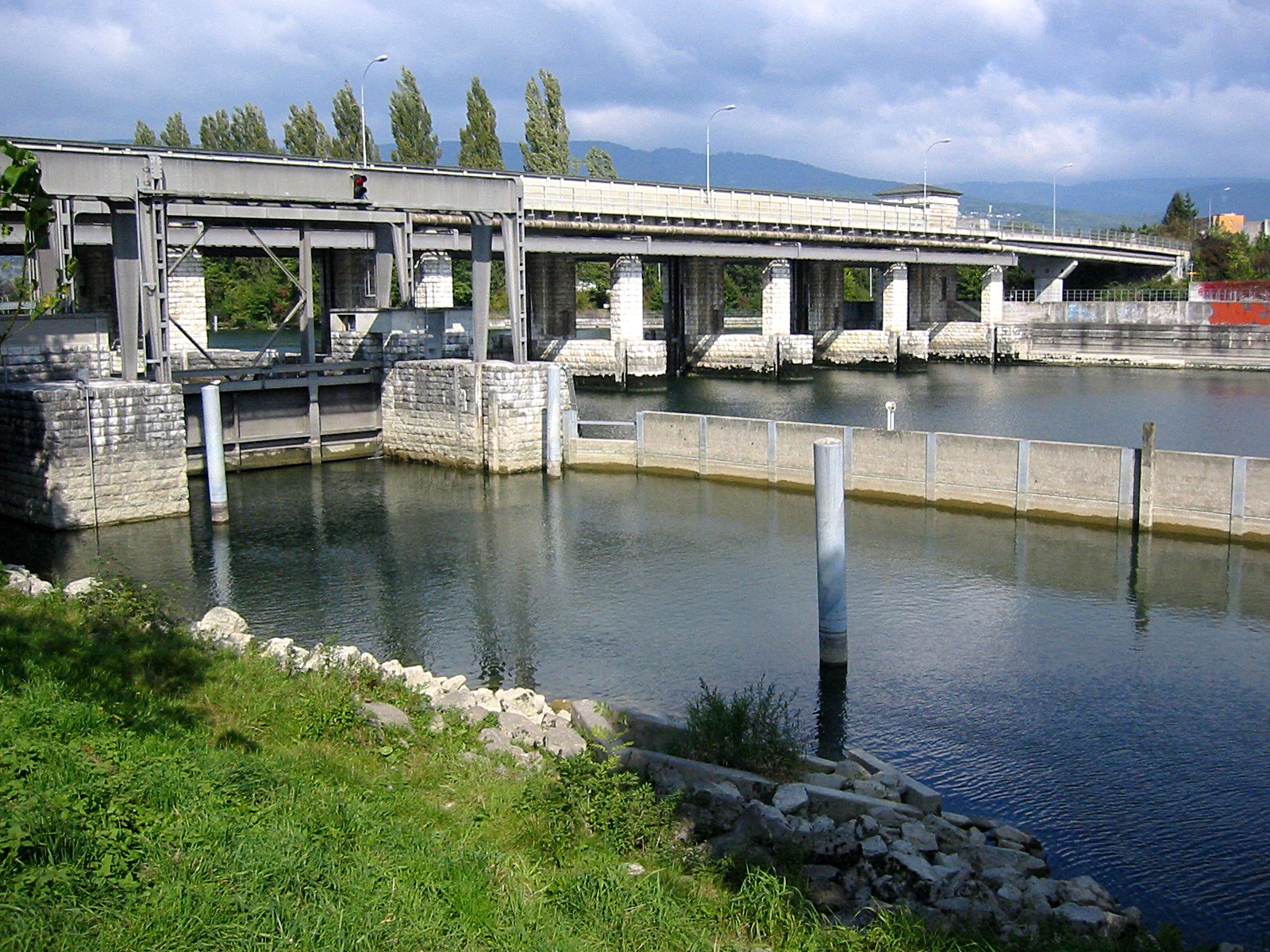
Embalse de regulación del puerto.

Durante la primera corrección, se construyó una presa temporal en el canal Nidau-Büren para mantener el nivel de agua del lago de Biel. La presa fue rápidamente sustituida por una nueva estructura en 1887, pero su capacidad era insuficiente.
Este embalse mostró sus límites, especialmente durante una inundación en 1910. Los cantones de Vaud, Neuchâtel y Friburgo exigieron su destrucción, pero sólo se modificó en 1911 y 1915 antes de la construcción de la nueva presa de regulación del puerto en 1936, finalizada en 1939: esta presa controla el nivel de los tres lagos y el caudal del Aar, actuando los tres lagos como zona de amortiguación que absorbe las aguas del Aar en caso de inundación.

### Segunda corrección
El trabajo de la segunda corrección fue menos pesado que el de la primera. Esta obra, en parte ya prevista por La Nicca, tuvo lugar entre 1962 y 1973. Se trataba principalmente de la construcción de la presa de control de Flumenthal. El curso del río Aar se corrigió de nuevo entre Büren y Flumenthal para eliminar la esclusa del Emme. Los canales de Broye, Thielle y Nidau en Büren se ensancharon y profundizaron y también se mejoraron sus orillas.
Esta segunda corrección de las aguas del Jura ha reducido aún más las variaciones de nivel de los tres lagos: por un lado, el nivel de las aguas altas se ha adaptado al hundimiento del terreno, es decir, ha bajado aproximadamente un metro; por otro lado, el nivel de las aguas bajas se ha elevado casi un metro, en beneficio de la navegación fluvial, la pesca y el paisaje. El Aar es navegable entre Biel y Soleura, donde se ha establecido un servicio regular de barcos.
Conociendo el potencial de las orillas del lago, la dimensión arqueológica se tuvo en cuenta desde el inicio del proyecto. Así, Hanni Schwab fue nombrada directora de los trabajos arqueológicos en 1962 para toda la corrección, en todos los territorios cantonales considerados. Aunque los descubrimientos realizados en este contexto fueron importantes y permitieron a Hanni Schwab publicar cuatro monografías, las excavaciones relacionadas con la construcción de las autopistas suizas tendieron a eclipsar el impacto de este organismo supracantonal en la profesionalización de la arqueología suiza. Las excavaciones relacionadas con la segunda corrección darán lugar a innumerables descubrimientos puntuales, sobre todo en las orillas de los canales remodelados, y a la excavación de dos famosos yacimientos: el puente celta de Cornaux (NE) y el Oppidum celta de Mont-Vully.
Desde la finalización de la segunda corrección hídrica del Jura, no se han producido grandes inundaciones en Seeland hasta mayo de 2015. A principios de mes, las fuertes precipitaciones provocaron inundaciones en toda la Suiza francesa. El lago de Neuchâtel estuvo 1 m por encima de su nivel habitual y el nivel de alerta de inundación subió a 4 de 5.

## Condición de Murgenthal
La "condición de Murgenthal" es una norma establecida en el marco de la corrección de las aguas del Jura. Establece que el caudal del río Aar no puede superar los 850 m³ en la estación de aforo de Murgenthal, situada aguas abajo de la confluencia del río Aar con el Emme.
Al aumentar el caudal del Emme, también aumenta el del Aar aguas abajo de su confluencia, lo que puede provocar inundaciones aguas abajo en los cantones de Soleura y Argovia. La "condición Murgenthal" determina así el caudal que el Aar no debe sobrepasar: si el caudal aumenta demasiado, la presa del puerto limita el caudal del Aar aguas arriba, sirviendo los tres lagos para absorber la cresta de la crecida del Aar; una vez que el caudal del Emme lo permite, la presa de regulación del puerto vuelve a dejar pasar el Aar con un caudal elevado.

## Situación al principio del XXI
La corrección de aguas del Jura ha puesto en marcha un sistema de gestión del caudal de agua en el Aar. Sin embargo, esto ha mostrado sus limitaciones con la ocurrencia de inundaciones. En agosto de 2007, el caudal del Aar ascendió a 1.260 m³/s en Murgenthal y el lago Biel superó su límite de inundación en 54 centímetros. Unos años más tarde, en la primavera de 2015, el nivel del lago de Neuchâtel subió 1 m por encima de su nivel normal, y muchas bodegas se inundaron.
En 2018, la idea de una tercera corrección comienza a tomar forma con la reunión de los diputados de los cantones de Berna, Friburgo, Neuchâtel, Soleura y Vaud. La región de Seeland se ha convertido en el centro del suministro agrícola de Suiza, pero los sistemas de drenaje y riego deben ser revisados. Además, con el calentamiento global, se prevén veranos más calurosos y secos, la capa freática bajo el antiguo Grand-Marais estará en peligro. Por ello, el proyecto propone la construcción de conexiones para poder abastecerse de agua de los ríos Aar y Saane. El coste estimado del proyecto es de 1.000 millones de francos. La idea es recibida con escepticismo por la comunidad de conservación de la naturaleza, que considera que las especies de la marisma de la Grande Cariçaie se verían amenazadas por el proyecto. Además, la Fundación Suiza para la Protección y Gestión del Paisaje considera que una nueva corrección sólo pospondría el problema unos 20 años.

## Anexos